# Georges d'Amboise
Cet article concerne le premier cardinal d'Amboise, conseiller de Louis XII, qui vécut de 1460 à 1510. Pour son neveu du même nom qui fut aussi cardinal, voir Georges II d'Amboise.
Georges d'Amboise, dit le cardinal d'Amboise, né en 1460 au château de Chaumont-sur-Loire, près d'Amboise, et mort le 25 mai 1510 à Lyon, cardinal et archevêque de Rouen à partir de 1498, fut le principal conseiller du roi Louis XII et un  mécène français.

## Sa famille
Né en 1460 au château de Chaumont-sur-Loire, près d'Amboise, c'est un membre de la Maison d'Amboise. Il est le fils de Pierre d'Amboise et d'Anne de Bueil.

## Biographie
Protonotaire apostolique et docteur en droit canon, il reçoit les bénéfices de Saint-Paul de Narbonne (8 janvier 1475) et de l'abbaye de Grandselve (22 octobre 1477),. Aumônier du roi, il est confirmé à la mort de Louis XI.
En 1482, il est élu archevêque de Narbonne mais le roi et le pape désignent à sa place François Hallé. Le 17 décembre 1484, les bulles le désignent évêque de Montauban malgré l'élection de Jean de Brugères par le chapitre. Il est ordonné prêtre en 1484/1485.
Il parla avec Nicolas Machiavel.
Il s'attache à la fortune du duc d'Orléans (roi depuis sous le nom de Louis XII). Compromis dans la révolte du duc contre la régence en 1487, il est arrêté et enfermé à Corbeil avec l'évêque du Puy Geoffroy de Pompadour. Il est libéré en février 1489. Il jure serment de loyauté au roi Charles VIII le 4 septembre 1491, qu'il renouvelle le 5 juillet 1492. En 1491, il négocie le mariage de Charles VIII et d'Anne de Bretagne. À la mort de François Hallé le 23 février 1492, il lui succède à Narbonne. Il fait son entrée solennelle en décembre 1492.

### L'archevêque de Rouen
En 1492, à la suite des pressions du roi Charles VIII et du duc, il est élu le 21 août 1493 à Rouen par le chapitre. Son élection est difficilement acceptée par le pape qui souhaitait donner le siège au cardinal Frédéric Borgia. Confirmé le 21 avril 1494, il prend possession par procureur le 7 août et fait son entrée solennelle le 21 septembre,. Lieutenant de Normandie en l'absence du duc Louis d'Orléans qu'il rejoint en avril 1495 en Italie, il le reçoit à Rouen en janvier 1498.

### Principal conseiller deLouisXII

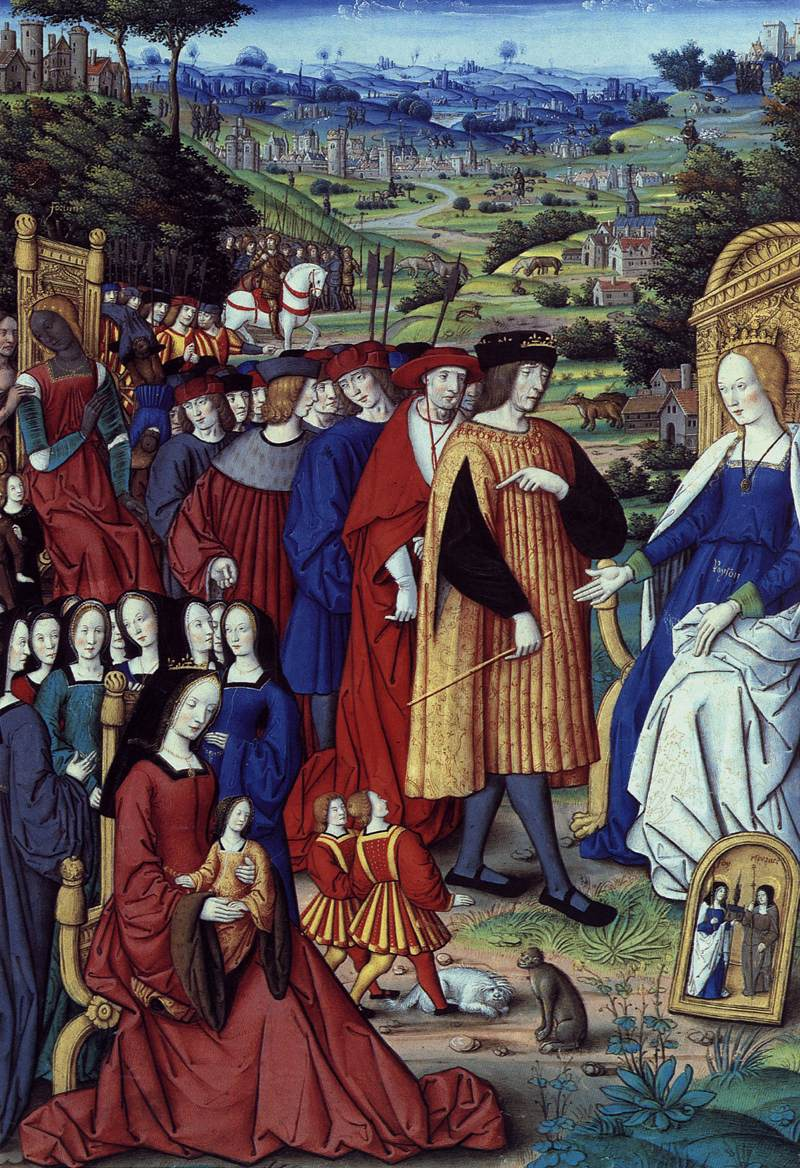
Le cardinal Georges d'Amboise, représenté derrière Louis XII,
miniature des Remèdes de l'une et l'autre fortunes de Pétrarque par Jean Pichore (BnF Ms Fr 225,).

Lorsque Louis XII monte sur le trône en 1498, il le choisit comme principal conseiller. Il assiste à la consécration du roi à Reims le 28 mai 1498. Georges d'Amboise remplit avec habileté et intégrité ces fonctions, qu'il conserva jusqu'à sa mort en 1510. Dès le début de son administration il se concilie les faveurs populaires en supprimant la taxe extraordinaire qu'on avait coutume de lever à l'avènement du roi, n'augmente jamais les impôts malgré les guerres conduites par Louis XII. Il fait des règlements utiles, abrège la durée des procès et cherche à mettre un terme à la corruption des juges.
Il obtient en décembre 1498 l'annulation du mariage « pour raison d'État » entre le roi de France et Jeanne de Valois, qui se remarie avec Anne de Bretagne en janvier 1499. Il signe le 9 février 1499 un traité avec Venise auquel le pape adhère. Il participe activement aux guerres d'Italie, et plus particulièrement à la conquête du duché de Milan, à la tête duquel il fait nommer son neveu Charles II d'Amboise de Chaumont comme gouverneur. Dans l'entourage du roi de France lors de la conquête du Milanais, avec qui il fait son entrée dans Milan le 6 octobre 1499, il est chargé de l'organisation de la province. Retourné en France, Milan est occupé par Ludovico Sforza. Georges d'Amboise, nommé lieutenant général, reprend le duché et fait prisonnier Sforza qu'il ramène en France. De retour à Lyon le 23 avril 1500, il reçoit du roi le comté de Lomello. Au début de 1501, il est de retour en Italie pour la conquête de Naples. Il est ambassadeur en octobre 1501 à Trente.
Il couronne le 18 novembre 1504 Anne de Bretagne reine de France à Saint-Denis. Il préside en mai 1506 les États généraux tenus au château de Plessis-lès-Tours. Il signe le 10 décembre 1508 le traité de la ligue de Cambrai.

### Cardinalat
Créé cardinal lors du consistoire tenu le 17 septembre 1498 par Alexandre VI, il reçoit le titre de S. Sisto.
Il devient sur instance du roi de France le 5 avril 1501 légat de France pour une année. Souhaitant l'observance et le retour aux règles, il réforme en 1502 les couvents franciscains et dominicains. Il fonde l'ordre des Annonciades. Il est renouvelé légat à Lyon le 18 octobre 1502 et le sera de nouveau en 1503. Il donne commission en exécution des bulles d'Alexandre VI du 16 des Calendes de juin aux  évêques de Grasse: Jean-André Grimaldi et de Digne: Antoine Guiramand de nommer l'abbé de l'Abbaye Notre-Dame de Valsaintes: Seris Maurin pour réformer les Monastères de Provence.
Georges d'Amboise aspire un temps à se faire élire pape. À la mort du pape Alexandre VI, il participe au premier conclave de 1503 qui élit Pie III. Il reçoit du pape en commende les abbayes de Saint-Évroult et de Saint-Pierre de Lagny. Il participe au deuxième conclave de 1503 mais ses ambitions se heurtent à l'opposition de Jules II. Le 4 décembre 1503, le pape le nomme légat à vie d'Avignon et légat de France. En décembre 1506, le pape le confirme dans sa légation.

### Mécène

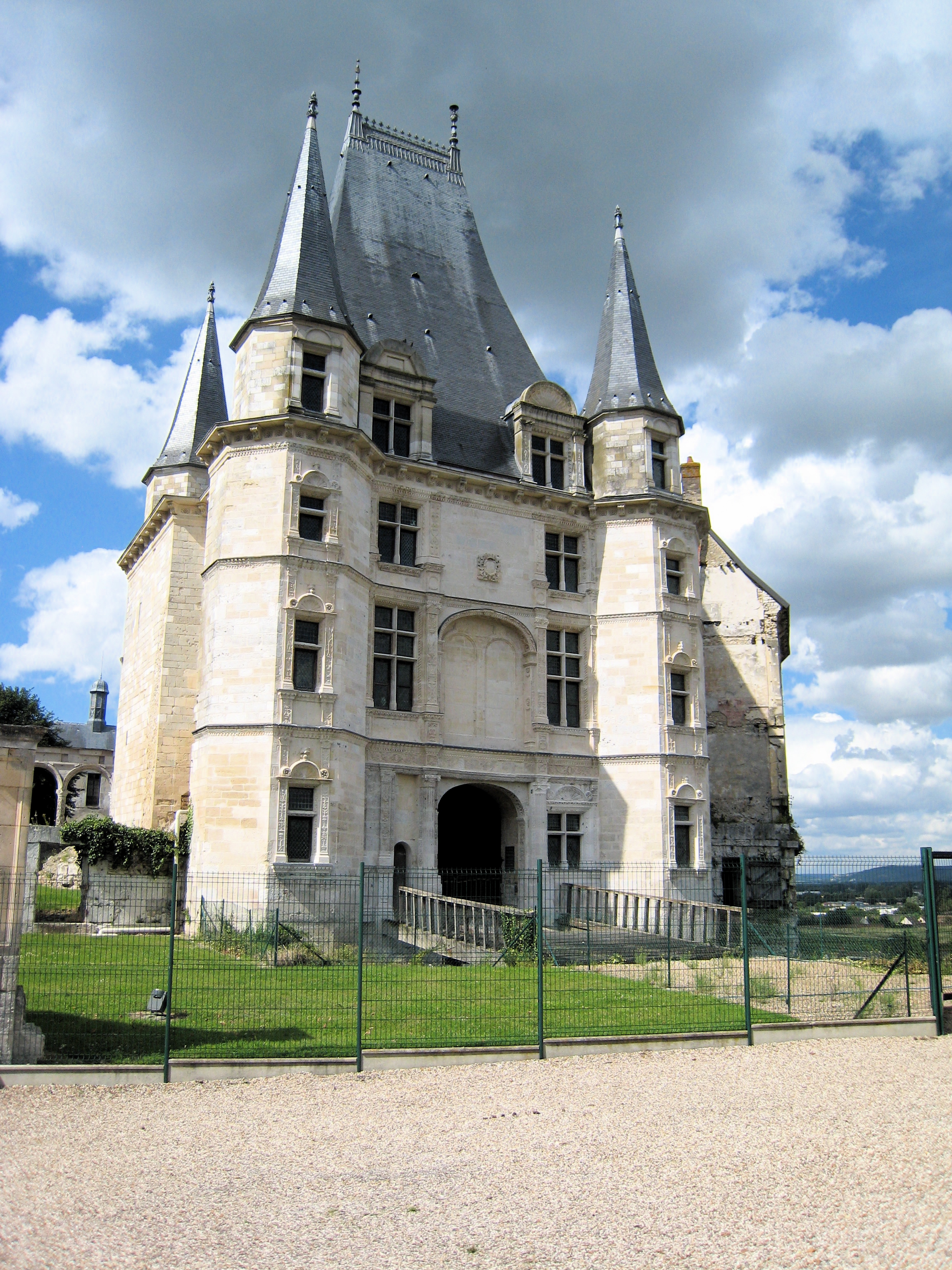
Château de Gaillon

#### Le château de Gaillon
Il est le deuxième archevêque de Rouen après Guillaume d'Estouteville à faire réaliser d'importants travaux sur le château de Gaillon, propriété et résidence d'été de l'archevêché de Rouen. Il contribue à transformer le site en un château Renaissance complet (logis et jardins).
De 1456 à 1463, Guillaume d'Estouteville avait fait complètement transformer l'ancien château féodal, mais Georges d'Amboise poursuit et amplifie les travaux : il transforme le logis archiépiscopal en une somptueuse demeure. Trois chantiers successifs, de 1502 à 1509, sont nécessaires pour que Georges d'Amboise puisse donner une forme concrète à l'éblouissement artistique qu'il avait ressenti lors de ses séjours en Italie.
S'il fait appel à des architectes français pour la conception de l'ensemble, la quasi-totalité des sculptures et décorations sont en effet réalisés par des artistes italiens : Guido Mazzoni qui exécute les décors de médaillons, Jérôme « Pacherot » (nom francisé), auteur des marbres de la chapelle et de la fontaine centrale, Fra Giovanni Giocondo, responsable des décors sculptés. C'est également à un Italien, Pacello da Mercogliano, qu'il confie la réalisation du Lydieu, un vaste et harmonieux jardin aujourd'hui disparu . On cite aussi les représentants de la famille Juste.
Il est à peu près établi que les ateliers italiens qui travaillèrent à Gaillon intervinrent également à Rouen (Parlement de Normandie, sans doute l'hôtel de Bourgtheroulde). Le château de Gaillon devient le premier château de la Renaissance en France. En ce sens, Georges d'Amboise peut être considéré comme l'un des introducteurs de la Renaissance artistique non seulement en Normandie, mais en France.
Le château fait l’objet d’un classement au titre des monuments historiques par la liste de 1862.

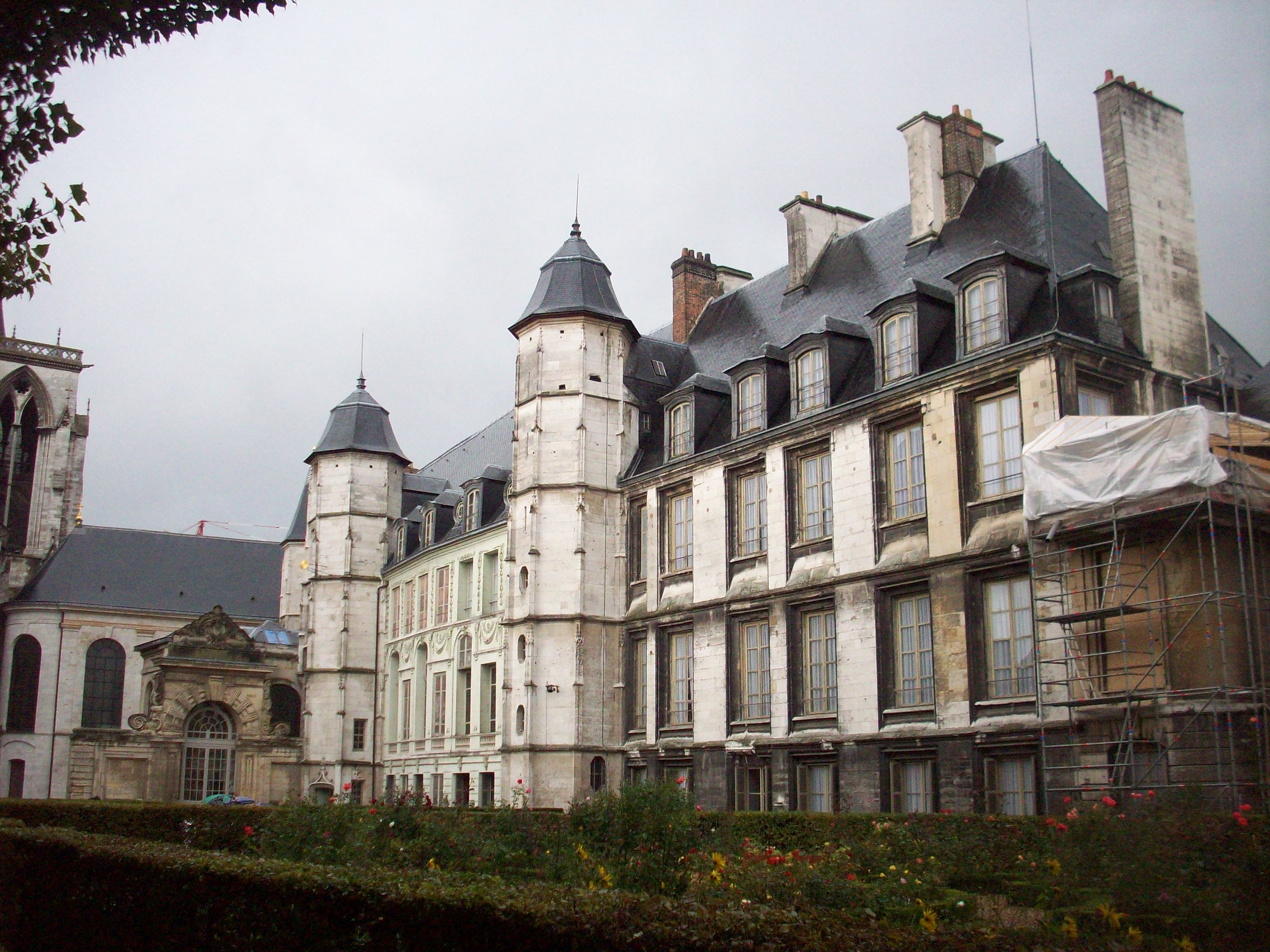
Archevêché avec le manoir d'Amboise au premier plan

#### L'archevêché de Rouen
Georges d'Amboise reprend les travaux dès son arrivée en 1495. Il l'embellit jusqu'en 1507 pour près de 2 000 000 livres. Il fait démolir l'ancien logement des archevêques et construire le bâtiment actuel pour abriter la « cour d'Église ». Elle abrite la conciergerie et les prisons au rez-de-chaussée, des locaux de bureaux au premier et une salle d'audience au deuxième. Il double le manoir d'Estouteville en édifiant un corps de logis sur les mêmes proportions et érige une nouvelle vis d'escaliers qui fait pendant à celle érigée par Guillaume d'Estouteville. Il édifie également le pavillon Saint-Romain au nord-est et le pavillon Notre-Dame au sud-est.Vers 1501-1502, le jardinier Guillaume Cornehaut conçoit le « plaisant jardin » agrémenté de statues de Pierre de Vallence. Une fontaine composée de deux bassins de marbre est réalisée en 1501-1507. Celle-ci a pu être réalisée par l'organisation d'un réseau de fontaines, avec le concours de la ville de Rouen.
L'archevêché fait l'objet d'un classement au titre des monuments historiques par arrêté du 6 février 1909.

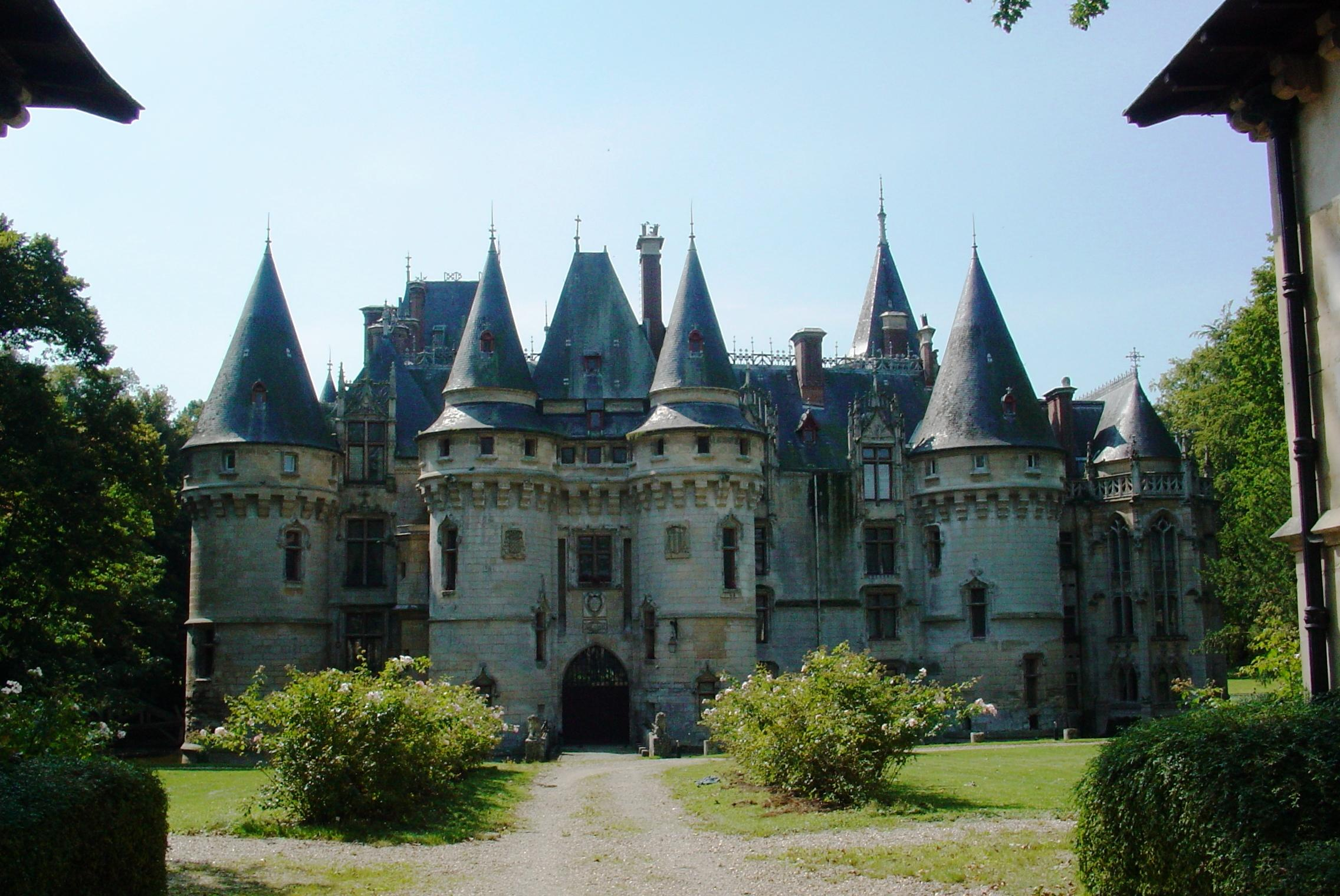
Château de Vigny

#### L'hôtel d'Amboise à Blois
Après l'accession au trône du duc d'Orléans en 1498, le cardinal fait acquisition d'un hôtel particulier à Blois qu'il fit reconstruire à son effigie. L'édifice a le privilège de se trouver au plus proche de l'entrée du château.
Bien qu'inscrit sur la liste des monuments historiques depuis 1938, l'hôtel a été détruit en 1940 avant d'être reconstruit à l'identique une fois la Seconde Guerre mondiale achevée.

#### Le château de Vigny
En 1504, il achète la seigneurie et de château de Vigny et entreprend la reconstruction du château sur l'emplacement de l'ancien manoir seigneurial. Cerné par des douves transformées en pièce d’eau plus large au XIXe siècle, il présente une façade nord d’une composition remarquable avec son pavillon d’entrée cantonné par deux tours flanquantes répondant elles-mêmes à deux autres tours d’angle. Les courtines reliant ces tours sont largement ouvertes par des baies à meneaux. Des mâchicoulis ceinturent le tout et viennent en support des toitures en tabatière et croupes. Ce souci de symétrie et d’ordonnancement est typique de la première renaissance française.
Il est inscrit à l'inventaire des Monuments historiques.

#### Un collectionneur et bibliophile
Le cardinal a collectionné un très grand nombre d'œuvres d'art venues d'Italie. Il a contribué à faire venir en France les premières œuvres de la Renaissance de ce pays : il a commandé un tableau de retable à Andrea Mantegna et il a possédé un tableau du Pérugin. Il fait aussi venir des artistes italiens comme Andrea Solari. Il collectionne par ailleurs un grand nombre de manuscrits enluminés anciens, mais aussi contemporains, provenant notamment de l'ancienne bibliothèque royale de Naples, après l'avoir acquise auprès de Frédéric d'Aragon. Son inventaire après-décès décompte ainsi 58 manuscrits dans son palais de Rouen et 195 au château de Gaillon. Enfin, il fait travailler plusieurs enlumineurs venus de Paris et de Rouen pour réaliser des ouvrages : traductions d'auteurs latins ou italiens notamment. Il fait appel à Jean Pichore, mais aussi au Maître de Philippe de Gueldre, le Maître des Triomphes de Pétrarque ou Robert Boyvin.

## Héritage

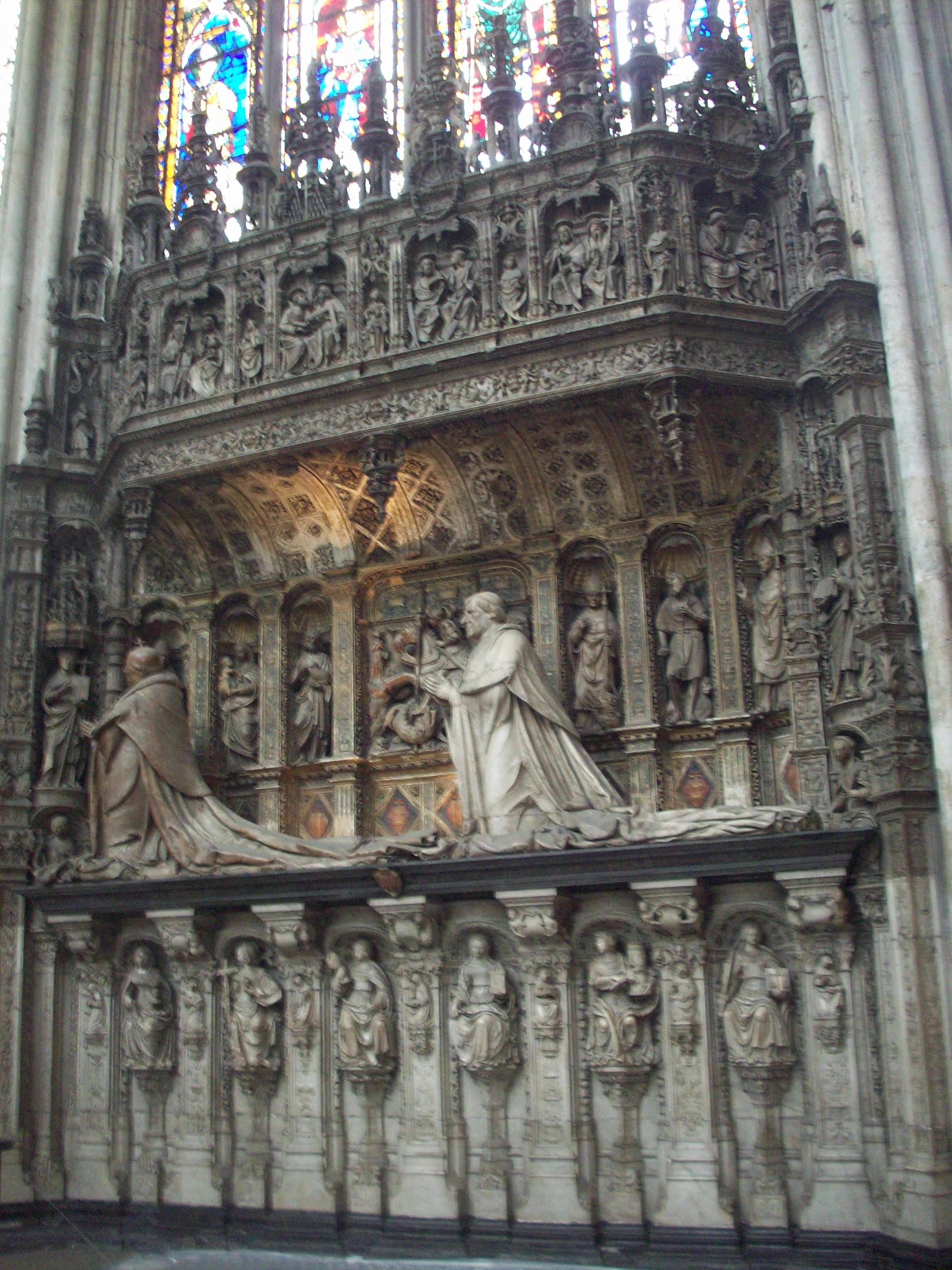
Mausolée des cardinaux d'Amboise.

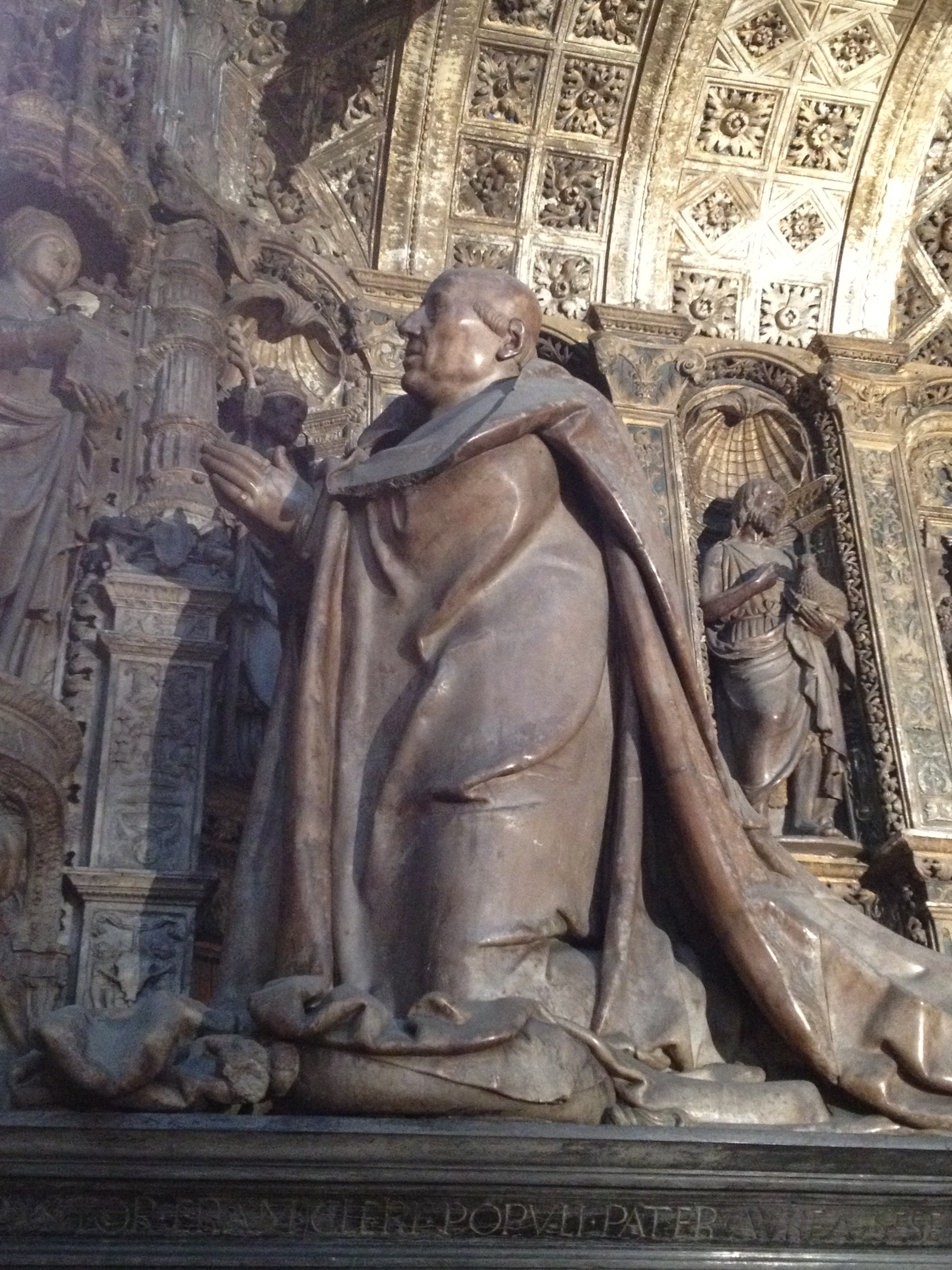
Orant du cardinal d'Amboise, mausolée des cardinaux d'Amboise, chapelle de la Vierge de la cathédrale de Rouen.

Il rédige son testament le 31 octobre 1509 à Gaillon dans lequel il déclare vouloir être enterré « devant Notre-Dame en la grande chapelle sous une tombe de marbre » et donne à cet effet 2 000 écus d'or au soleil. Il meurt à Lyon le 25 mai 1510 au couvent des Célestins. Son corps est ramené et inhumé le 20 juin dans le tombeau destiné à son usage dans la chapelle de la Vierge de la cathédrale de Rouen tandis que son cœur reste à Lyon. Il possédait à la fin de sa vie une bibliothèque constituée de plus de 250 manuscrits.
Le mausolée monumental des cardinaux d'Amboise, en marbre noir et blanc, représente les orants de Georges d'Amboise et son neveu Georges II d'Amboise, œuvre de Roulland Le Roux et Pierre des Aubeaux, chef-d'œuvre de la sculpture du début du XVIe siècle.
Une épitaphe est présente concernant uniquement Georges d'Amboise: « PASTOR . ERAM . CLERI . POPULI . PATER . AUREA . SESE . LILIA . SUBDEBANT . QUERCUS . ET . IPSA . MICHI . MORTUUS . EN . JACEO . EXTINGUNTUR . HONORES . AT . VIRTUS . MORTIS . NESCIA . MORTE . VIRET. »,
Il fut le grand inspirateur d'Anthoine Du Prat, chancelier de François Ier (1515-1535), plus long chancelier de France.

## Héraldique
Ses armes sont : palé d'or et de gueules de six pièces (d'Amboise). Georges d'Amboise avait pour devise: Non confundas me, Domine, ab expectatione mea.